# Tripogon longiaristatus
Tripogon longiaristatus là một loài thực vật có hoa trong họ Hòa thảo. Loài này được Hack. ex Honda miêu tả khoa học đầu tiên năm 1927.